# Partita del secolo
(Nando Martellini dopo il gol del 4-3 di Gianni Rivera.)
Partita del secolo (in tedesco Jahrhundertspiel; in spagnolo Partido del siglo) è il termine con cui ci si riferisce all'incontro di semifinale del campionato mondiale di calcio 1970 tra le nazionali di Germania Ovest e Italia che si svolse allo stadio Azteca di Città del Messico il 17 giugno 1970. La partita vide la vittoria italiana con il punteggio di 4 a 3 dopo i tempi supplementari, al termine di continui cambi di risultato.
Commentato per il pubblico italiano sulle frequenze televisive della Rai da Nando Martellini e su quelle radiofoniche da Enrico Ameri, si trattò di un incontro che, nonostante le critiche sul piano tecnico da parte di giornalisti come Gianni Brera, legati al cosiddetto «gioco all'italiana», è tuttora considerato uno dei momenti più emozionanti della storia dello sport italiano e, più in generale, della storia italiana del dopoguerra. Vanta dopo decenni un rilevante impatto sulla cultura di massa del Paese; tra i più noti omaggi figura il film del 1990 Italia-Germania 4-3, commedia che dipinge tale episodio come spartiacque culturale e generazionale.

## Antefatti
Qualche velo di polemica era stato alzato da Gianni Rivera sulla pressione che i giornalisti esercitavano sulla Nazionale, colpevoli, secondo lui, delle sconfitte del '62 e del '66 e del tiepido inizio nei mondiali messicani. In primis, gli italiani non avevano entusiasmato nel girone eliminatorio; pur finendo primi, erano riusciti a racimolare solamente una vittoria, 1-0 contro la Svezia, e due pareggi a reti inviolate, contro l'Uruguay e soprattutto contro l'esordiente Israele; in realtà, in quest'ultima partita l'Italia aveva segnato (con Domenghini e Riva) due reti, giudicate regolari dai commentatori ma annullate dall'arbitro, il brasiliano Vieira de Moraes, su segnalazione di un guardalinee etiope. Questa fu peraltro l'ultima partita commentata dal celebre telecronista Nicolò Carosio, allontanato definitivamente a causa di presunte sue affermazioni, poi smentite negli anni, di carattere razzista nei confronti del guardalinee.
Questo aspetto passò tuttavia in secondo piano quando gli azzurri sconfissero i padroni di casa del Messico per 4-1 nei quarti di finale.
La polemica che più di ogni altra minava la tranquillità dei ragazzi del commissario tecnico Ferruccio Valcareggi, e che sarebbe esplosa dopo la finale, era però quella della famosa "staffetta" tra l'interista Sandro Mazzola e il milanista Gianni Rivera, Pallone d'oro 1969.
La Germania Ovest si presentava invece all'Azteca fiduciosa: stravinto il girone eliminatorio, era riuscita nei quarti in un'impresa notevole, ribaltando nei tempi supplementari lo 0-2 con cui i campioni in carica dell'Inghilterra conducevano fino a venti minuti dalla fine. Il 3-2 maturato al termine dei 120 minuti di gioco fu anche la prima vittoria in assoluto dei tedeschi sui maestri d'oltremanica. I teutonici scesero così in campo, il 17 giugno, da favoriti.

## La partita

### Prima del fischio d'inizio
La partita ha inizio alle ore 16:00 (ora locale) di mercoledì 17 giugno 1970 presso lo Stadio Azteca di Città del Messico, a circa 2.200 m d'altitudine e sotto la direzione dell'arbitro di casa Arturo Yamasaki. La Germania Ovest è arrivata seconda nell'edizione precedente (Inghilterra 1966) e ha riscattato la sconfitta tre giorni prima, imponendosi ai supplementari sui Tre Leoni, mentre l'Italia è campione d'Europa in carica. Entrambe le selezioni possono vantare interpreti di prim'ordine: da un lato Facchetti, Mazzola, Riva e Rivera pronto a subentrare; dall'altro Beckenbauer, Seeler e il temibile Gerd Müller (autore di ben 8 gol in sole 4 partite, dove era sempre andato in rete). Tuttavia, il morale è ben diverso, poiché gli Azzurri sono distratti da polemiche ed hanno stentato nel girone iniziale, mentre i tedeschi occidentali hanno dominato il proprio raggruppamento e rimontato due gol di svantaggio all'Inghilterra.

### Il vantaggio italiano e la difesa a oltranza
Il calcio d'inizio è affidato alla nazionale di Valcareggi, che già dal primo minuto inizia a tessere la sua ragnatela di passaggi, in modo tale da stancare l'avversario, scongiurare i tentativi di attacco e preservare il possesso palla. La partita si sblocca già all'8' quando, al termine di una bella combinazione con Riva, Boninsegna, appena ricevuto il pallone, viene prontamente accerchiato dal reparto difensivo tedesco, che non riesce però a intercettare il potente sinistro dalla distanza del numero 20, che batte Sepp Maier. Per i seguenti ottanta minuti l'Italia gioca una partita attendista, tenendo sulle spine i teutonici con alcune insidiose ripartenze: Seeler non riesce infatti a trovare spazio, Müller manca più volte il bersaglio e l'arbitro dà una mano agli italiani non concedendo ben tre calci di rigore. Il capitano tedesco Beckenbauer, a seguito di un infortunio occorso al 65' che gli causa la lussazione di una spalla, resta stoicamente in campo (la Germania Ovest aveva appena effettuato la seconda sostituzione, l'ultima consentita dal regolamento), giocando con un braccio fasciato lungo il corpo e guidando gli attacchi con decisione.
Il portiere italiano Enrico Albertosi, graziato al 64' dalla traversa presa da Overath, a un minuto dalla fine salva il risultato deviando un pericoloso colpo di testa dell'indomito Seeler.

### Il pareggio nel recupero
È il milanista Schnellinger, al suo primo gol (rimarrà l'unico) con la nazionale, a portare la gara in parità due minuti e mezzo oltre i tempi regolamentari. La cosa all'epoca era insolita e spiega la delusione e lo sconcerto del telecronista Nando Martellini che al fischio finale dei tempi regolamentari dice al microfono: «Due minuti oltre il tempo regolamentare: un recupero clamoroso concesso dall'arbitro Yamasaki!»

### Primo tempo supplementare
Iniziano così i tempi supplementari che, per la straordinaria densità di emozioni offerte, sono entrati nella storia del calcio. Al 94' la Germania Ovest passa con il nono gol nel torneo di Müller, abile a sfruttare un errato tocco del numero 4 Poletti, il quale non riesce a spazzare dopo un debole colpo di testa di Seeler.
Risponde 4 minuti dopo un difensore azzurro, Burgnich (anche lui tutt'altro che un cannoniere), su un grave errore difensivo tedesco a seguito di un calcio piazzato messo in mezzo da Rivera.
A quel punto l'Italia spinge e, a sessanta secondi dalla fine del primo tempo supplementare, passa addirittura in vantaggio. Straordinario assolo di Riva su assist dalla fascia di Domenghini, dribbling secco e sinistro micidiale per il 3-2. A posteriori è stata ipotizzata un'imprecisione di Maier nel tentativo di parata.

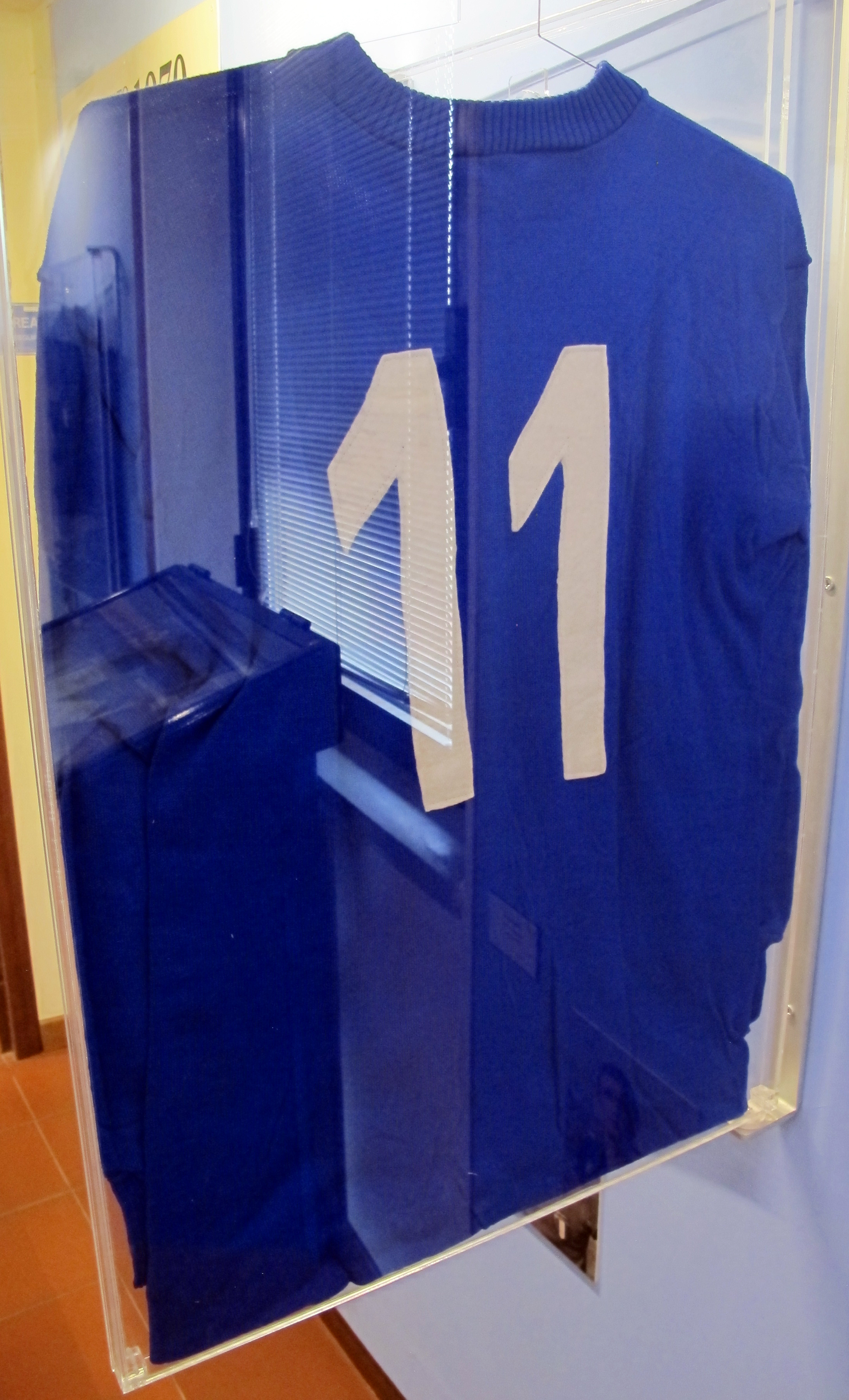
La maglia indossata da Riva al

### Secondo tempo supplementare
I tedeschi occidentali non si arrendono e anzi al 110' trovano il pareggio: pallone scodellato in area da calcio d'angolo, stacco di testa poderoso di Seeler, "torre" per Müller che prolunga in tuffo trovando uno spiraglio tra Rivera e il palo. Albertosi non nasconde affatto il suo rincrescimento nei confronti del numero 14, conscio che quell'errore poteva rivelarsi fondamentale per le sorti della gara (il fantasista era lì a protezione di quella porzione di porta).
Gli Azzurri si scuotono e trascorsi pochi secondi si lanciano in avanti, riportandosi in vantaggio grazie a un'azione corale di undici passaggi e una palla servita rasoterra all'indietro da Boninsegna, con lo stesso Rivera che supera di piatto Maier segnando la rete del 4-3 definitivo.

### Termine dell'incontro
Al triplice fischio, la nazionale italiana raggiunge la finale di un mondiale dopo 32 anni. Per tutta la notte nelle piazze del Bel Paese l'impresa viene festeggiata come la vittoria del campionato stesso.
Le cinque reti messe a segno da entrambe le squadre nei trenta minuti dei supplementari, così come le tre italiane, rappresentano un primato per un incontro della fase finale di un mondiale.

### Le conseguenze
Gli italiani, comprensibilmente, arrivarono alla finale molto stanchi, sia a causa delle energie fisiche spese, sia per quelle mentali profuse, dovute ai continui ribaltamenti di risultato, che aveva visto ciascuna contendente dover rimontare nel corso della gara. Si parlò anche di un possibile inconscio appagamento degli Azzurri, i quali avevano vissuto i supplementari dell'incontro come una partita nella partita e potevano essersi accontentati di aver raggiunto l'atto conclusivo.

## Le critiche e l'impatto culturale

### In Italia
Sul piano dell'impatto culturale, Italia-Germania Ovest può a buon diritto essere considerata una delle partite più emozionanti ed influenti nella storia del calcio professionistico. Amata dalla gente, che rimase incollata ai televisori fino a tarda notte per seguirla, suscitò disapprovazione soltanto tra i cosiddetti "puristi" della disciplina, che assistettero all'assoluto annullamento della tattica in favore dell'agonismo. Ci furono molti errori tecnici anche grossolani, che tuttavia causarono spettacolo, gol e tennero in bilico la gara. Uno degli esperti a storcere il naso fu il notissimo giornalista Gianni Brera (molto duro anche con la guida tecnica di Valcareggi e Mandelli), che così commentò l'incontro subito dopo la partita:
Come dico, la gente si è tanto commossa e divertita. Noi abbiamo rischiato l’infarto, non per ischerzo, non per posa. Il calcio giocato è stato quasi tutto confuso e scadente, se dobbiamo giudicarlo sotto l’aspetto tecnico-tattico. Sotto l’aspetto agonistico, quindi anche sentimentale, una vera squisitezza, tanto è vero che i messicani non la finiscono di laudare (in quanto di calcio poco ne san masticare, pori nan).
I tedeschi meritano l'onore delle armi. Hanno sbagliato meno di noi ma il loro prolungato errore tattico è stato fondamentale. Noi ne abbiamo commesse più di Ravetta, famoso scavezzacollo lombardo. Ci è andata bene. Siamo stati anche bravi a tentare sempre, dopo il grazioso regalo fatto a Burgnich (2-2). L'idea di impiegare i dioscuri Mazzola e Rivera è stata un po' meno allegra che nell'amichevole con il Messico. Effettivamente Rivera va tolto dalla difesa. Io non ce l'ho affatto con il biondo e gentile Rivera, maledetti: io non posso vedere il calcio a rovescio: sono pagato per fare questo mestiere. Vi siete accorti o no del disastro che Rivera ha propiziato nel secondo tempo? Tutto all’aria, tutto sconnesso. […] I sentimentali, immagino, avranno cantato sonori peana per tutti. Preferisco attenermi alla realtà non senza ringraziare i tedeschi per la loro cieca dabbenaggine tattica e l’arbitro Yamasaki per la sua vigile comprensione… Ora siamo in finale, e si può vincere. Ma bisogna condurre veramente la squadra, non guardarla atterriti dalla panchina.»
(Gianni Brera, Il Giorno, 18 giugno 1970)
Brera ovviamente non negava affatto il fascino estremo della partita, resa epica anche dall'ora notturna in cui venne trasmessa in Italia, tanto da scrivere in un suo libro sulla storia del calcio italiano una frase che più di mille parole esprime lo stato d'animo di tutti i tifosi italiani alla fine di una partita conclusasi verso le 2 di notte:
(Gianni Brera, Storia critica del calcio italiano)
Comunque, al di là dell'analisi di Brera,
(Antonio Ghirelli, Storia del calcio in Italia)

### All'estero
L'incontro ebbe grande risonanza anche nella stampa estera, entusiasta dell'agonismo di entrambe le squadre in campo. Il periodico belga Les Sports scrisse: «Come è possibile che dei calciatori abbiano tali energie per affrontare una partita così lunga in questo modo?». L'Expressen svedese: «Nessun intrattenimento può offrire così tanto. Nessun thriller può avere effetti più forti. Non c'è coraggio che possa essere descritto meglio di così». In Inghilterra, Manchester Evening News commentò: «Il calcio può continuare a testa alta. La partita non può essere battuta in finale».
Anche in Germania, dove già si era definita la partita contro l'Inghilterra l'incontro del secolo, la partita contro l'Italia fu lodata: Bild scrisse: «Gli applausi sono piovuti sui 22 giocatori come un acquazzone. Possiamo congratularci con la nostra squadra perché non ha perso, anche se il risultato ha detto così»; invece, per FAZ, «chi l'ha vista non la dimenticherà mai. Nella battaglia tra due squadre assolutamente uguali, gli italiani hanno scoperto anche la loro passione per il calcio-computer».

## Tabellino
| Arbitro: | Arturo Yamasaki |

|                                                  |           |                                      |
| Boninsegna 8’ Burgnich 98’ Riva 104’ Rivera 111’ | Marcatori | 90’ Schnellinger 94’, 110’ G. Müller |

| Italia | Germania Ovest |

| P                    | 1  | Enrico Albertosi   |  |     |
| D                    | 2  | Tarcisio Burgnich  |  |     |
| D                    | 3  | Giacinto Facchetti |  |     |
| D                    | 5  | Pierluigi Cera     |  |     |
| D                    | 8  | Roberto Rosato     |  | 91’ |
| C                    | 10 | Mario Bertini      |  |     |
| C                    | 15 | Sandro Mazzola     |  | 46’ |
| C                    | 16 | Giancarlo De Sisti |  |     |
| A                    | 13 | Angelo Domenghini  |  |     |
| A                    | 20 | Roberto Boninsegna |  |     |
| A                    | 11 | Luigi Riva         |  |     |
| Sostituzioni:        |    |                    |  |     |
| C                    | 14 | Gianni Rivera      |  | 46’ |
| D                    | 4  | Fabrizio Poletti   |  | 91’ |
| CT:                  |    |                    |  |     |
| Ferruccio Valcareggi |    |                    |  |     |

| P             | 1  | Sepp Maier              |  |     |
| D             | 7  | Berti Vogts             |  |     |
| D             | 15 | Bernd Patzke            |  | 66’ |
| D             | 5  | Willi Schulz            |  |     |
| D             | 3  | Karl-Heinz Schnellinger |  |     |
| C             | 4  | Franz Beckenbauer       |  |     |
| C             | 12 | Wolfgang Overath        |  |     |
| A             | 20 | Jürgen Grabowski        |  |     |
| A             | 9  | Uwe Seeler              |  |     |
| A             | 13 | Gerd Müller             |  |     |
| A             | 17 | Hannes Löhr             |  | 52’ |
| Sostituzioni: |    |                         |  |     |
| C             | 14 | Reinhard Libuda         |  | 52’ |
| C             | 10 | Sigfried Held           |  | 66’ |
| CT:           |    |                         |  |     |
| Helmut Schön  |    |                         |  |     |

## Fumetti
La "partita del secolo" appare omaggiata anche nella storia Topolino e il collezionista di stelle apparsa sul numero 3082 di Topolino.

## Videografia
Mundial 1970 - ITALIA 4 - 3 ALEMANIA, su YouTube, 13 gennaio 2013. URL consultato il 17 aprile 2021.